# Bad Moon Rising (banda)
Bad Moon Rising fue una banda estadounidense de hard rock que logró gran popularidad en Japón, liderada por el cantante escocés Kal Swan y el guitarrista estadounidense Doug Aldrich, los cuales formaron la banda luego de su salida de la agrupación Lion. Completaron la banda el bajista Ian Mayo y el baterista Jackie Ramos, provenientes de Bangalore Choir. Lanzaron cuatro álbumes de estudio y un álbum recopilatorio entre 1991 y 2005.

## Discografía
- Full Moon Fever (EP) (1991)
- Bad Moon Rising (1991)
- Blood (1993)
- Blood On The Streets (EP) (1993)
- Opium For The Masses (1995)
- Junkyard Haze (EP) (1995)
- Flames On The Moon (1999)
- Full Moon Collection (2005)[4]